# 1815년 프랑스 총선
1815년 프랑스 총선은 1815년 프랑스에서 치러진 선거로, 부르봉 왕정복고 이후 루이 18세가 프랑스 혁명으로 표출됐던 민심을 달래기 위해 납세권자에 한한 제한선거를 통해 의회를 소집했다.

## 선거 결과
| 정당  | 정당     | 득표수 | %     | 의석 |
| ----- | -------- | ------ | ----- | ---- |
|       | 초왕당파 | 35,200 | 87.5% | 350  |
|       | 순리파   | 5,200  | 12.5% | 50   |
| 합계  | 합계     | 40,400 | 100   | 400  |
| 출처: |          |        |       |      |